# Polaire intermédiaire

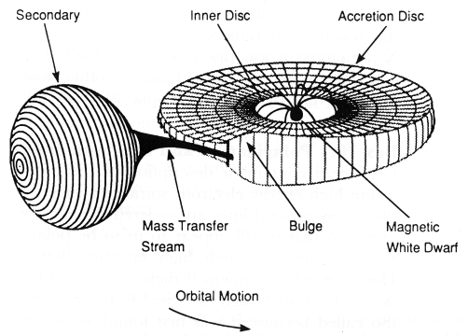
Schéma d'une polaire intermédiaire. La matière s'écoule depuis l'étoile compagne dans un disque d'accrétion autour de la naine blanche, mais est bloquée par le champ magnétique de la naine blanche.

Une (étoile) polaire intermédiaire (appelée également étoile variable de type DQ Herculis) est un type de variable cataclysmique. C'est un système binaire composé d'une naine blanche et d'une étoile secondaire froide de la séquence principale. Dans la plupart des variables cataclysmiques, de la matière issue de l'étoile compagne est arrachée gravitationnellement par l'étoile compacte et forme un disque d'accrétion autour d'elle. Dans les systèmes polaires intermédiaires, le même scénario général s'applique sauf que le disque interne est détruit par le champ magnétique de la naine blanche.
Le nom "polaire intermédiaire" est issu de la force du champ magnétique de la naine blanche, qui est comprise entre celle des systèmes de variables cataclysmiques non-magnétiques et celle des systèmes fortement magnétiques. Les systèmes non magnétiques ont des disques d'accrétion complets, tandis que les systèmes fortement magnétiques (appelés systèmes polaires ou AM Herculis) possèdent seulement des courants d'accrétion qui impactent directement la magnétosphère de la naine blanche.
Au 14 avril 2006, on connaissait 26 systèmes de polaires intermédiaires confirmés. Cela représente seulement 1 % du total des 1830 systèmes variables cataclysmiques présentés par et al. (2006) dans le Catalog of Cataclysmic Variables. Seuls deux d'entre eux sont plus lumineux que la 15ème magnitude au minimum : le prototype DQ Herculis et la nova lente inhabituelle GK Persei.

## Structure du système
Dans les systèmes polaires intermédiaires, la matière arrachée de l'étoile secondaire naine rouge s'écoule dans un disque d'accrétion situé autour de la naine blanche, mais le disque interne est tronqué par le champ magnétique de la naine blanche. Dans les cas extrêmes, le disque peut être complètement détruit, bien que cela soit rare. Dans la région où le disque est tronqué, le gaz du disque commence à voyager le long des lignes de champ magnétique de la naine blanche, formant des feuilles courbées de matériau lumineux appelées rideaux d'accrétion. Le matériau du disque passe à travers les rideaux puis s'accrète sur la naine blanche à proximité de l'un de ses pôles magnétiques.

## Propriétés physiques
Les systèmes polaires intermédiaires sont de puissants émetteurs de rayons X. Les rayons X sont produits par les particules à haute vitesse issues du courant d'accrétion produisant un choc lorsqu'elles tombent sur la surface de la naine blanche. Comme les particules freinent et refroidissent avant de heurter the surface de la naine blanche, des rayons X de bremsstrahlung sont produits et peuvent ensuite être absorbés par le gaz entourant la région de choc.
L'intensité du champ magnétique des naines blanches des systèmes polaires intermédiaires est typiquement comprise entre 1 et 10 millions de gauss (100–1000 teslas). C'est environ un million de fois plus fort que le champ magnétique terrestre et proche de la limite haute de l'intensité des champs magnétiques qui peuvent être produits sur Terre en laboratoire, mais beaucoup moins que l'intensité du champ magnétique des étoiles à neutrons. A l'intersection du courant d'accrétion et de la surface de la naine blanche, un point chaud est produit. Comme la naine blanche a un champ magnétique dipolaire, il y a un point chaud à chacun des deux pôles magnétiques. Comme la naine blanche et son champ magnétique dipolaire tournent sur eux-mêmes, les points chauds tournent également.
Les autres caractéristiques définissant les polaires intermédiaires comprennent une forte raie d'émission de l'hélium II à 468,6 nm et une polarisation circulaire, en plus des périodicités de la courbe de lumière décrites ci-dessous.

## Périodicités de la courbe de lumière
La courbe de lumière d'une polaire intermédiaire peut présenter plusieurs types de changements périodiques stables de luminosité. Une des périodicités est liée à la période orbitale du système binaire. Les périodes orbitales des polaires intermédiaires confirmées vont de 1,4 à 48 heures, avec des valeurs typiques comprises entre 3 et 6 heures.
Un second signal périodique vient de la rotation de la naine blanche autour de son axe. La caractéristique observationnelle qui définit le plus clairement une polaire intermédiaire est l'existence d'un signal périodique de spin qui est plus court que la période orbitale. Les périodes connues vont de 33 à 4022 secondes. La cause physique des oscillations de la période de spin optique est habituellement attribuée au changement de point de vue du rideau d'accrétion quand il converge vers la naine blanche.
Une troisième périodicité de la courbe de lumière, la période de battement entre la période de spin et la période orbitale, est aussi souvent présente.
Les trois signaux périodiques peuvent être mesurés en calculant la transformée de Fourier de la courbe de lumière et en produisant un spectre de puissance. Les polaires intermédiaires produisent des périodicités de spin et de battement en rayons X, en ultraviolet, et aux longueurs d'onde optiques.  Bien que la source des périodicités dans les trois domaines de longueur d'onde soit la rotation de la naine blanche sur elle-même, les mécanismes exacts produisant les périodicités dans le domaine des hautes énergies et les périodicités en optique pourraient être différents.
En plus des oscillations stables, des oscillations instables appelées "oscillations quasi périodiques" peut apparaître puis disparaître après quelques cycles. Ces oscillations quasi périodiques ont des périodes comprises typiquement entre 30 et 300 secondes.